# Gongora claviodora
Gongora claviodora är en orkidéart som beskrevs av Robert Louis Dressler. Gongora claviodora ingår i släktet Gongora och familjen orkidéer. Inga underarter finns listade i Catalogue of Life.